# Thelypteris raddii
Thelypteris raddii är en kärrbräkenväxtart som först beskrevs av Eduard Rosenstock, och fick sitt nu gällande namn av Ponce. Thelypteris raddii ingår i släktet Thelypteris och familjen Thelypteridaceae. Inga underarter finns listade.